# المغرب (شارع)
شارع المغرب هو شارع في صَوب الرصافة من العاصمة بغداد، ويقع شارع المغرب في حي المغرب الواقع ضمن مدينة الاعظمية، وهو يربط بين مركز تقاطع الرباط وتقاطع المغرب. ويقع على جانبيه أسواق عديدة ويشتهر بالمباني التي تحوي مكاتب وعيادات طبية، وكذلك يقع في وسطه مستشفى الخيال وبعض المختبرات الطبية.